# Komarovci
Komarovci falu Horvátországban, Pozsega-Szlavónia megyében. Közigazgatásilag Pozsegaszentpéterhez tartozik.

## Fekvése
Pozsegától légvonalban 12, közúton 17 km-re északra, községközpontjától 2 km-re keletre, a Pozsegai-medence szélén és Papuk-hegység déli lejtőin, a Sladka voda partján fekszik.

## Története
A település középkori létezéséről nem áll semmi adat rendelkezésre. A török uralom idején katolikus horvát lakossága volt. Az 1545-ös török defterben is megemlítik. 1698-ban „Komarevacz” néven 4 portával szerepel a török uralom alól felszabadított szlavóniai települések összeírásában. 1746-ban 7 ház állt a településen.
Az első katonai felmérés térképén „Dorf Komarovczi”néven látható. Lipszky János 1808-ban Budán kiadott repertóriumában „Komarovczy” néven szerepel. Nagy Lajos 1829-ben kiadott művében „Komarovczi” néven 36 házzal, 224 katolikus vallású lakossal találjuk.
1857-ben 127, 1910-ben 238 lakosa volt. 1910-ben a népszámlálás adatai szerint lakosságának 63%-a horvát, 32%-a cseh, 3%-a német anyanyelvű volt. Pozsega vármegye Pozsegai járásának része volt. Az első világháború után 1918-ban az új szerb-horvát-szlovén állam, majd később (1929-ben) Jugoszlávia része lett. 1991-ben lakosságának 90%-a horvát nemzetiségű volt. A településnek 2011-ben 177 lakosa volt.

## Lakossága
| Lakosság változása | Lakosság változása | Lakosság változása | Lakosság változása | Lakosság változása | Lakosság változása | Lakosság változása | Lakosság változása | Lakosság változása | Lakosság változása | Lakosság változása | Lakosság változása | Lakosság változása | Lakosság változása | Lakosság változása | Lakosság változása |
| ------------------ | ------------------ | ------------------ | ------------------ | ------------------ | ------------------ | ------------------ | ------------------ | ------------------ | ------------------ | ------------------ | ------------------ | ------------------ | ------------------ | ------------------ | ------------------ |
| 1857               | 1869               | 1880               | 1890               | 1900               | 1910               | 1921               | 1931               | 1948               | 1953               | 1961               | 1971               | 1981               | 1991               | 2001               | 2011               |
| 127                | 112                | 105                | 166                | 205                | 238                | 232                | 233                | 185                | 215                | 220                | 211                | 207                | 204                | 233                | 177                |